# 東戈 (馬里)
東戈（法語：Dongo），是馬里的城鎮，位於該國中部，由莫普提區的尤瓦魯省負責管轄，面積339平方公里，海拔高度253米，2009年人口11,421，人口密度每平方公里34人。